# Cheval en Norvège
Le cheval en Norvège (norvégien : hest) est surtout symbolisé par la race locale du Fjord. Le secteur équestre norvégien comporte une importante industrie de courses de trot attelé. Il se distingue par un développement important de l'équitation de loisir au début du XXIe siècle, une pratique essentiellement féminine. 

## Histoire

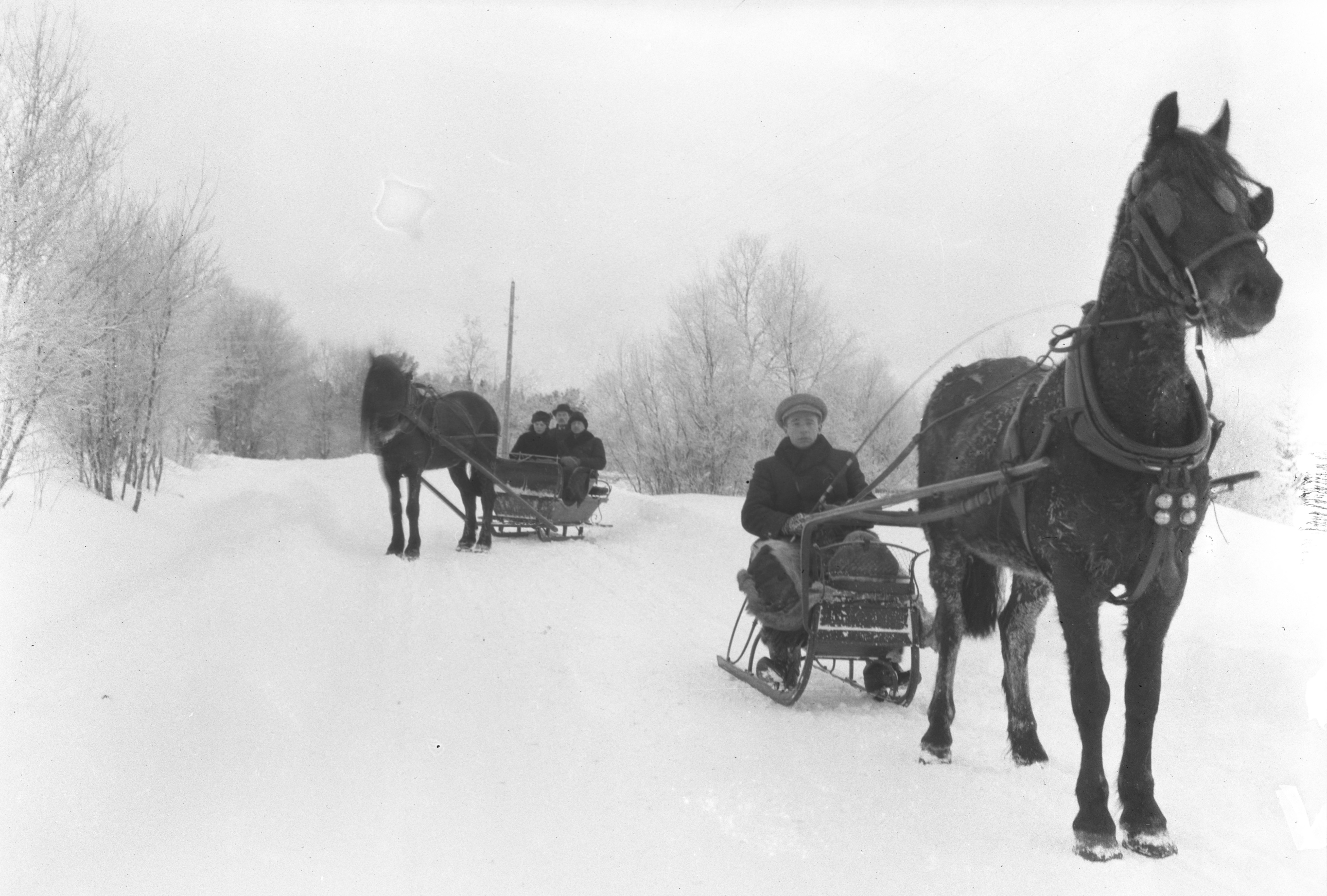
Traîneaux hippomobiles dans la région de Trøndelag vers 1910.

Il est possible que des chevaux originaires d'Asie centrale, en particulier de Mongolie, aient influencé la population équine norvégienne actuelle, la distance génétique étant plus courte entre les chevaux norvégiens et les chevaux d'Asie centrale qu'entre les chevaux norvégiens et les races de chevaux de sang. Le cheval est domestiqué depuis environ 1 200 ans en Norvège.
Dans toute la Scandinavie Viking, le cheval constitue l'animal le plus important pour les communautés humaines, avec un usage dans le transport et la traction agricole, et de nombreuses traces de cultes en lien avec les dieux Odin et Freyr et la notion de fertilité, incluant l'enterrement rituel. Des chevaux norvégiens sont introduits en Islande vers l'an mille. La possession d'un cheval est alors un signe de statut social, et la consommation de sa viande un signe de prospérité : lorsque le pays est christianisé, la consommation de viande de cheval est interdite, et devient peu à peu un signe d'hérésie.
Comme dans de nombreux pays occidentaux, le nombre de chevaux chute au XXe siècle en Norvège du fait de la motorisation des activités agricoles : en 1953, la Norvège compte environ 168 000 chevaux, avec une diminution de 5 000 à 6 000 chaque année.
En 2008, la Norvège compte 45 000 chevaux recensés, soit un taux de 9,6 chevaux pour 1 000 habitants.

## Pratiques et utilisations

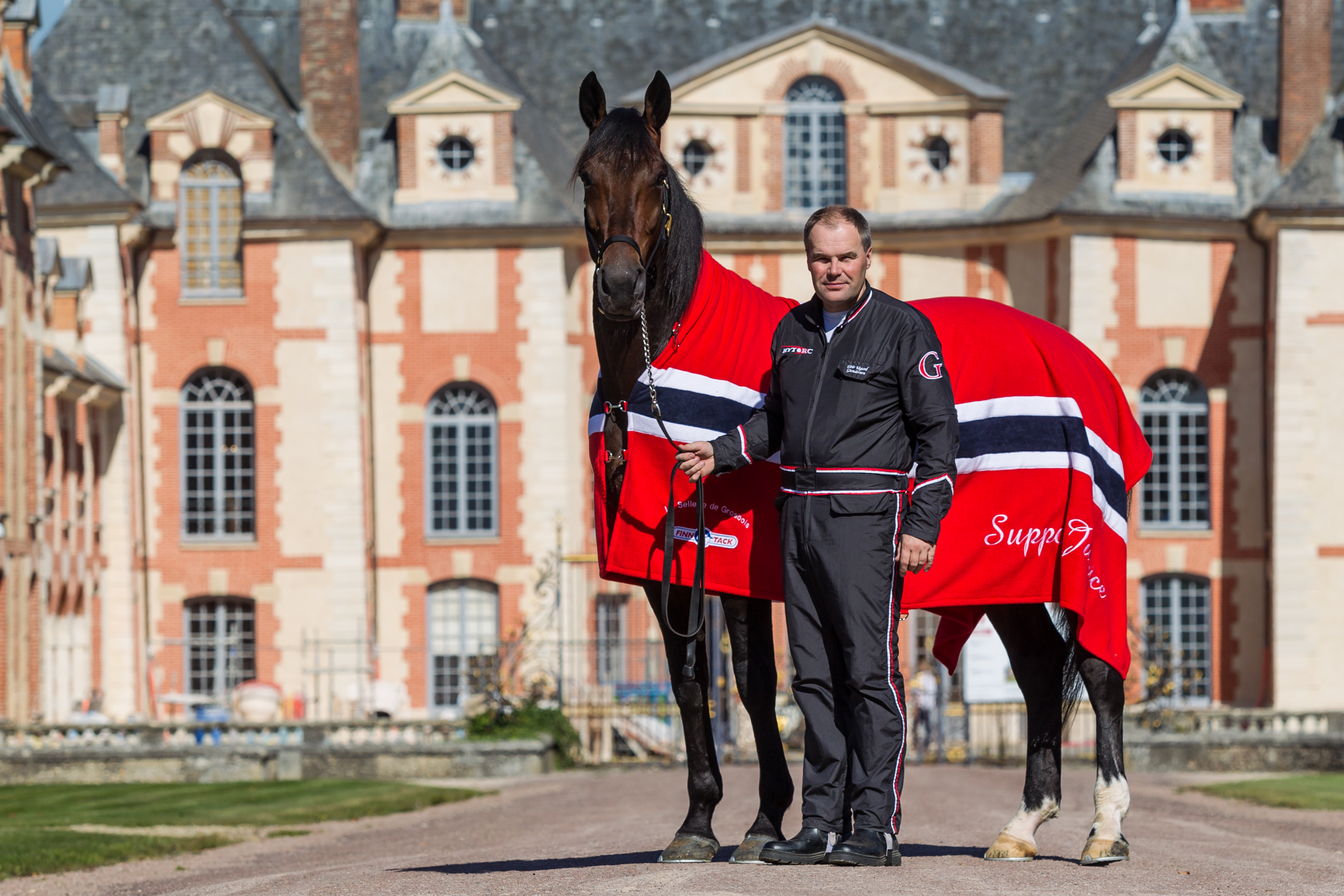
Support Justice, célèbre trotteur de Norvège, à Grosbois (France) en 2014.

Le développement des pratiques d'équitation en Norvège est imputable aux femmes. Il existe ainsi un fort développement de l'équitation de loisir féminine avec un cheval islandais en Norvège arctique durant les années 2000 et 2010, pratique à laquelle sont prêtées des vertus thérapeutiques.
La Norvège se caractérise par un secteur important de courses de trot attelé, matérialisé par l'organisation de courses à dimension internationale, telles que le Grand Prix d'Oslo.
La viande de cheval peut encore être utilisée dans divers plats, tels que le vossakorv et le svartpølse, et plus rarement en steaks, hestebiff.

## Élevage

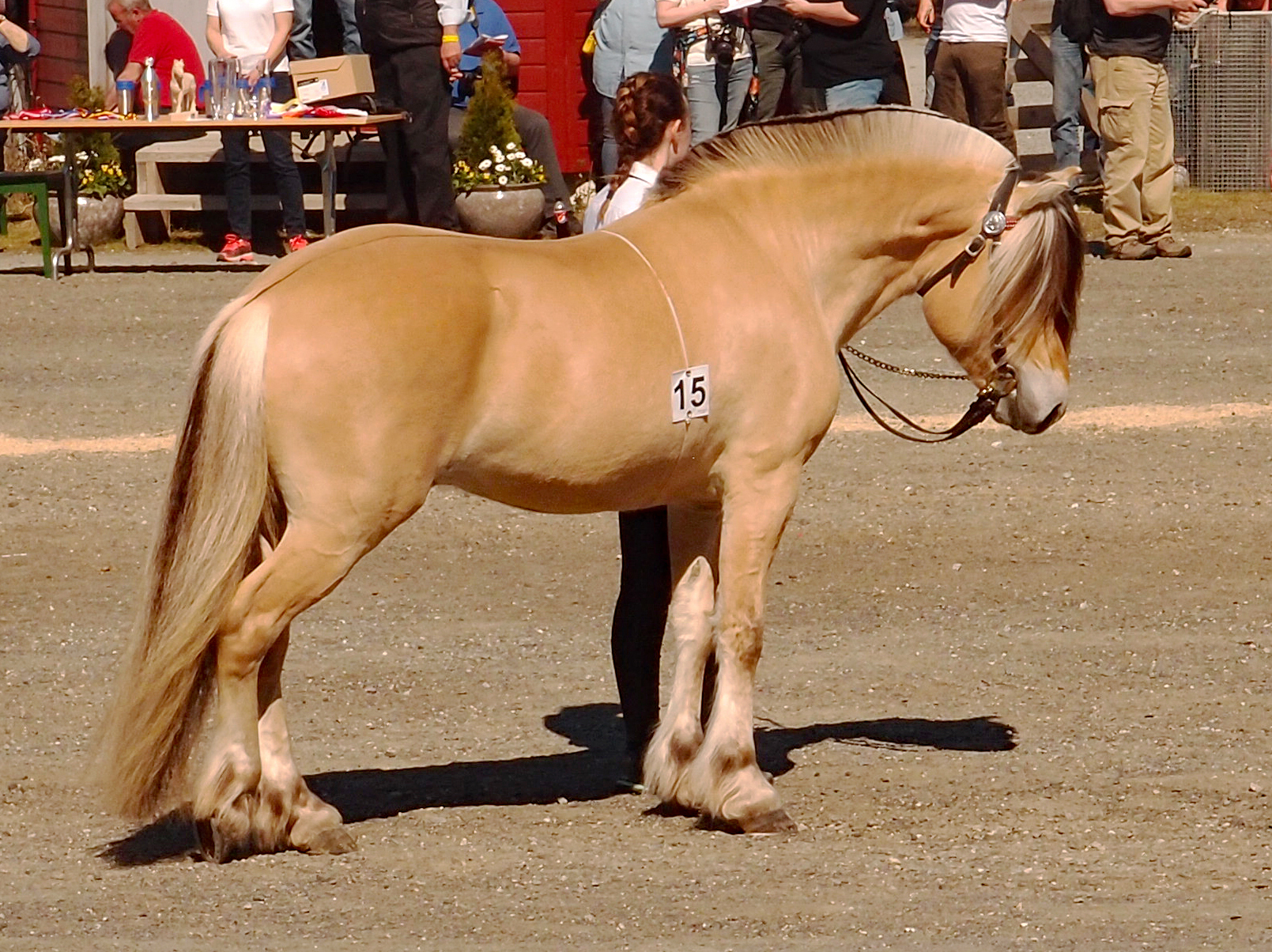
Cheval Fjord à l'exposition annuelle de Nordfjordeid en 2017.

Le Fjord constitue la race de chevaux emblématique de Norvège, mais la majorité des chevaux présents dans ce pays sont des trotteurs. Les races de chevaux natives de Norvège incluent, outre les Fjord, les races du Døle, du Trotteur scandinave, et du Nordlandhest/Lyngen.
Les chevaux islandais de Norvège sont affectés par la dermite estivale récidivante, à plus forte fréquente chez les chevaux importés d'Islande (26,9 %) que chez ceux qui sont nés en Norvège (8,2 %). Ces animaux présentent une allergie aux piqûres de culicoïdes, le problème touchant plus largement tous les chevaux exportés depuis l'Islande.
Les chevaux norvégiens peuvent aussi être parasités par les petits strongles.
Du fait du climat rude dans les régions du Nord de la Norvège, les chevaux peuvent disposer d'écuries chauffées librement accessibles : une étude sur le comportement de 22 chevaux montre un choix volontaire pour l'écurie chauffé lorsque le climat extérieur est froid et humide.

## Culture
Les légendes norvégiennes comptent des Nixes, génies des rivières qui peuvent prendre la forme d'un cheval pour tenter de noyer ceux qui montent sur leur dos.